# Същински тупаи
Същинските тупаи (Tupaiidae) са семейство дребни бозайници от разред Тупайоподобни (Scandentia).
Разпространени са в тропичните гори на Югоизточна Азия. Семейството включва четири рода с 19 вида. Хранят се с насекоми, червеи, дребни гръбначни, плодове и семена.

## Родове
Семейство Tupaiidae — Същински тупаи
- Род Anathana – Индийска тупая
- Род Dendrogale
- Род Tupaia – Тупаи
- Род Urogale – Филипинска тупая